# Ilex patens
Ilex patens är en järneksväxtart som beskrevs av Ridley. Ilex patens ingår i släktet järnekar, och familjen järneksväxter. Inga underarter finns listade i Catalogue of Life.